# Ceratinops littoralis
Ceratinops littoralis là một loài nhện trong họ Linyphiidae.
Loài này thuộc chi Ceratinops. Ceratinops littoralis được James Henry Emerton miêu tả năm 1913.